# یوونتوس تی‌وی
یوونتوس تی‌وی (انگلیسی: Juventus TV) یا به شکل سرواژه جی‌تی‌وی تلویزیون پولی باشگاه فوتبال یوونتوس است که به شکل اختصاصی موضوعات پیرامون این باشگاه ورزشی را پوشش می‌دهد. کانال یوونتوس در ۱ نوامبر ۲۰۰۶ هم‌زمان با جشن ۱۰۹ سالگی تأسیس باشگاه شروع به کار کرد. این شبکه در برنامه‌های خود تمامی مسابقات انجام شده توسط یوونتوس از جمله (سری آ، جام حذفی ایتالیا و لیگ قهرمانان اروپا) نشان می‌دهد. بخش پررنگی از برنامه‌های این شبکه را، مصاحبه با بازیکنان و مربیان و تحلیل عملکرد تیم و بررسی اخبار پیرامون باشگاه تشکیل می‌دهد.